# John Montagu (4e comte de Sandwich)
Pour les articles homonymes, voir John Montagu et Sandwich (homonymie).
John Montagu, né le 13 novembre 1718 et mort le 30 avril 1792, 4e comte de Sandwich, est un diplomate et un amiral britannique de la flotte du roi de Grande-Bretagne George III.

## Biographie
Il est le fils aîné d’Edward Richard Montagu, vicomte Hinchingbrooke (1692-1722), et de son épouse, Elizabeth Popham (m. 1761). Après ses études à Eton College puis Trinity College de Cambridge, il effectue un voyage dans l'empire turc pour visiter les antiquités grecques, Constantinople et l'Égypte.
A son retour, il épouse le 3 mars 1741, Dorothy Fane (1716/17-1797), sœur d'un diplomate britannique en Toscane, qu’il avait rencontrée à Florence en 1737.
Sa rencontre avec le duc de Bedford lui permet d'intégrer l'Amirauté royale britannique et de commencer sa carrière de diplomate.

## Diplomate
C'est surtout en tant que diplomate que John Montagu fut connu en son temps.
De 1746 à 1748, il est le représentant britannique aux conférences de Bréda, préalable à la signature du traité d'Aix-la-Chapelle.
Il est ensuite jugé responsable, au moment de la guerre d'indépendance des États-Unis, de la défaite des Britanniques. Il fut d'ailleurs accusé de corruption.
Il est membre du Hellfire Club.
L'explorateur James Cook a baptisé deux archipels du nom du Premier Lord de l'Amirauté : les îles Sandwich et les îles Sandwich du Sud.

## L'invention du sandwich
Le sandwich, en tant que plat, tient son nom de John Montagu. Le sandwich contenait à l'origine du bœuf salé, dont John Montagu était friand ; mais les circonstances de l'invention du sandwich ne sont pas très claires.
D'après le récit de voyage contemporain de Pierre-Jean Grosley, intitulé Tour to London, John Montagu était un grand joueur. Un jour de 1762, lancé dans une de ses parties de cartes interminables, un serveur lui apporta deux tranches de pain garnies de viande froide et de fromage. Il trouva que ce plat revêtait deux qualités essentielles à ses yeux : premièrement il n'avait pas besoin de quitter la table de jeu pour s'alimenter et, deuxièmement, la conception du plat lui permettait de conserver les mains propres.
Cependant, cette théorie est vraisemblablement une invention romanesque. Il est plus probable que le comte de Sandwich consommait ses sandwiches à son bureau, où il passait le plus clair de son temps, en particulier en 1765 où il occupait des fonctions gouvernementales qui ne lui laissaient guère de temps pour jouer. Il aurait pu mettre au point ces repas pour pouvoir manger sans interrompre son travail.